# Ordine della Nazione (Antigua e Barbuda)
L'Ordine al Merito è un ordine cavalleresco di Antigua e Barbuda.

## Storia
L'Ordine è stato fondato nel 1998.

## Classi
L'Ordine dispone delle seguenti classi di benemerenza che danno diritto a dei post nominali qui indicati tra parentesi:
- Cavaliere di Gran Collare (KGN) o Dama di Gran Collare (DGN)
- Cavaliere di Gran Croce (KGCN) o Dama di Gran Croce (DGCN)
- Cavaliere Commendatore (KCN) o Dama di Commenda (DCN)
- Commendatore (CN)
- Ufficiale (ON)
- Membro (MN)

I Cavalieri di Gran Collare, Cavalieri di Gran Croce e i Cavalieri Commendatori hanno il diritto di usare il prefisso di Sir mentre le Dame di Gran Collare, Dame Gran Croce e Dame di Commenda hanno il diritto di usare il prefisso di Dame. I Membri Onorari e i religiosi non godono di tale diritto.

## Insegne
- Il nastro è rosso con bordi azzurri caricati di una striscia nera.